# 51 Arietis
51 Arietis, som är stjärnans Flamsteed-beteckning, är en ensam stjärna belägen i den mellersta delen av stjärnbilden Väduren. Den har en  skenbar magnitud på ca 6,62 och kräver åtminstone en handkikare för att kunna observeras. Baserat på parallax enligt Gaia Data Release 2 på ca 47,2 mas, beräknas den befinna sig på ett avstånd på ca 69 ljusår (ca 21 parsek) från solen. Den rör sig bort från solen med en heliocentrisk radialhastighet av ca 10 km/s och ingår i rörelsegruppen IC 2391.

## Egenskaper
51 Arietis är en gul till vit solliknande stjärna i huvudserien av spektralklass G8 V. Den har en massa som är ungefär lika med en solmassa, en radie som är ungefär lika med en solradie och utsänder ca 0,92 gånger den energi som solen avger från dess fotosfär vid en effektiv temperatur av ca 5 700 K.